# Niveria quadripunctata
Niveria quadripunctata is een slakkensoort uit de familie van de Triviidae. De wetenschappelijke naam van de soort is voor het eerst geldig gepubliceerd in 1827 door J. E. Gray.